# Жаботинське поселення
Жаботинське поселення — археологічна пам'ятка ранньоскіфської доби (VIII — середина VII століття до н. е. Розташоване поблизу села Жаботин Черкаського району Черкаської області в урочищі Тарасова Гора (басейн річки Тясмин) на узвишші, оточеному з трьох боків ярами. Площа — 43 га, досліджено близько 3500 м2. Тут уперше простежено перехід від чорноліської культури до культури скіфського періоду українського лісостепу (т. зв. жаботинський етап, VIII — 1-ша пололовина VII ст. до н. е.). Виявлено сліди впливу середньогальштатських культур (жертовники, кераміка; див. Гальштатська культура). Відкрито землянки, наземні житла, 2 культові споруди (одна з глиняним орнаментованим жертовником), господарські приміщення, ями. Знахідки: велика кількість простого і чорнолощеного орнаментованого посуду, антична кераміка, залишки бронзоливарного виробництва, знаряддя праці, бронзові прикраси, стріли, деталі вузди, кістки тварин. Поселення досліджували Є.Покровська, М.Вязьмітіна, О.Тереножкін, В.Іллінська.